# 플레임 & 시트런
플레임 & 시트런(Flame & Citron, Flammen & Citronen)은 핀란드에서 제작된 올레 크리스찬 매드슨 감독의 2008년 드라마, 스릴러, 전쟁 영화이다. 투레 린드하르트 등이 주연으로 출연하였다.

## 출연

### 주연
- 투레 린드하르트
- 매즈 미켈슨

### 조연
- 밀레 레펠트
- 크리스찬 버켈
- 한스 지쉴러
- 플레밍 엔볼드
- 라스 미켈슨
- 제스퍼 크리스텐슨
- 피터 플로그보르그
- 르네 핸슨
- 라스무스 볘르그
- 라스무스 보토프트
- 헨릭 얀도르프
- 카렐 도브리
- 한스 헨릭 클레멘센
- 벤자민 보 래스무슨
- 핀 베르흐

## 제작진
- Line PD: 크리스티나 코르눔
- 프로듀서: 소냐 B. 짐머
- 제작보: 라스 브레도 라벡
- 제작보: 소렌 그린 닐슨
- 공동제작: 찰리 워브큰
- 공동제작: 랄프 슈빙겔
- 공동제작: 스테판 슈베르트
- 미술: 젯 레만
- 의상: 마농 라스무센
- 의상: 마르그레세 래스무슨
- 배역: 리에 헤지가드